# 邱海波
邱海波（1966年10月5日—），男，汉族，河南省新野县人，出生于新疆喀什，中华人民共和国重症医学医师、医学科学家和医学教育家，1985年7月1日加入中国共产党。国家卫生健康委员会专家组成员，东南大学附属中大医院副院长，东南大学副校长，特聘二级教授、主任医师、博士生导师，东南大学重症医学研究所所长。
邱海波毕业于南京铁道医学院（现东南大学医学院）和中国协和医科大学，毕业后他以重症医学为专业方向，积极推动中国重症医学学科的建立和规范性发展，其领导的中大医院重症医学科发展为中国大陆一流学科。邱海波亦在重大突发的灾害性事件及公共卫生事件中参与抢救工作，并多次担任国家医疗专家组组长。

## 生平
邱海波出生于新疆喀什，父母均来自河南省新野县，年轻时响应国家“支援边疆”号召，在新疆定居工作。邱海波幼年时，他的弟弟骨折需要治疗，后来找到一位维吾尔族医生成功救治，自此也令邱海波梦想成为一名医生。1983年9月邱海波考入南京铁道医学院（现东南大学医学院）学习，1988年7月毕业后留校，在南京铁道医学院附属医院（现东南大学附属中大医院）内科工作，任临床医生。当时邱海波接诊了一个出现高热症状的18岁青年，不久后病情恶化，最终不治身亡，尸检报告提示病因是由膝盖上小疖子引发的全身感染，导致多器官衰竭。当年医院开始组建江苏省第一个，邱海波也自此开始以重症医学为专业方向，对重症医学进行深入研究。
1994年获得中国协和医科大学急诊医学（重症医学方向）医学硕士学位；1997年从中国协和医科大学毕业，获得中国协和医科大学医学外科学（重症医学方向）博士学位，成为中国大陆第一位重症医学博士。毕业后他放弃在北京协和医院的工作机会，回到母校附属医院继续工作。1997年担任南京铁道医学院附属医院院长助理，1998年担任医院急诊及ICU主任，同年6月聘任副主任医师。2000年，创建东南大学附属中大医院重症医学科，担任主任。在他的领导下，中大医院重症医学科成为中国大陆排名靠前的医院专科，在2018年复旦大学“医院专科声誉排行榜”排名全国第二位；同时为华东地区规模最大的综合性重症医学科，也成为江苏省主要的重症患者救治中心，为全国培养重症医学骨干医生、护士500余名；2002年5月聘任主任医师，2004年聘任教授。2008年7月至2009年5月在多伦多大学做访问学者，2010年1月任中大医院副院长，2019年8月任中大医院党委副书记兼纪委书记。2021年7月，任东南大学副校长。

### 医疗抢救工作
自2003年起，邱海波多次在重大突发的灾害性事件及公共卫生事件中参与抢救工作。2003年SARS疫情期间，邱海波担任南京病区治疗专家组组长，带领医护人员创造了患者零死亡、医护人员零感染的纪录。在之后的2005年四川省猪链球菌病疫情、2008年手足口病疫情、汶川大地震、2009年甲型H1N1流感疫情、2010年玉树地震、2011年温州动车事故、2013年H7N9禽流感疫情、2014年“8.2”昆山爆炸事故、2015年“8.12”天津特大火灾爆炸事故、2019年响水爆炸、2021年4月沈海高速交通事故中，邱海波均参与了抢救工作，并多次担任医疗专家组组长。汶川大地震期间，邱海波和同事连续工作十天，成功抢救300多名伤者。

#### 2019冠状病毒病疫情
2020年1月下旬，2019冠状病毒病在中国大陆开始大规模暴发，湖北省武汉市作为疫情中心，也处于高发态势。疫情发生后，邱海波被任命为中央指导组医疗救治组专家、国家卫健委专家组成员，于1月19日抵达武汉参与抗疫工作，与同期抵达武汉支援抗疫的童朝晖、杜斌、管向东、赵蓓蕾、康焰、姜利、郑瑞强并称为“重症八仙”。在汉期间，邱海波一天内赴武汉市金银潭医院、武汉市肺科医院、武汉大学中南医院指导患者的救治工作。在了解患者病情的同时，邱海波每天晚上会研究治疗方案。他还参与了国家卫健委《新型冠状病毒感染的肺炎诊疗方案》第二版到第六版的制定，将他在巡诊中发现的俯卧位通气治疗方法写入诊疗方案，其方法对所有重症患者有效。
在2020年4月武汉疫情趋于缓和后，邱海波以国家级专家团队成员的身份留守武汉，直至4月26日武汉确诊病例清零后，国家卫健委留守武汉的专家陆续撤离武汉，其中包括邱海波。撤离后，邱海波并未返回南京，而是随指令安排赴黑龙江、吉林指导救治工作，至6月5日返回南京。7月18日，随着乌鲁木齐发生本土疫情，邱海波飞往新疆，指导当地开展疫情防控与临床救治工作。此后，邱海波又先后前往大连、哈尔滨、营口、瑞丽等多地支援抗疫工作。2021年7月20日，南京禄口国际机场发生本土疫情后，他于7月25日回到南京参与救治工作，又于8月初前往扬州。9月19日，邱海波接到调令后，赴福建厦门支援当地疫情的医疗救治工作。10月20日，邱海波随国务院联防联控机制综合组甘肃工作组抵达甘肃支援当地救治工作，甘肃专家组在他的领导下拟定了适用于甘肃确诊病例的诊疗方案，对部分普通型患者使用恢复期血浆，减少了患者从普通型向重型发展。11月11日，在大连市发生新一轮本土疫情后，邱海波再赴大连参加疫情防控和救治指导工作，至11月20日返回南京。
2022年3月上海发生本土大规模聚集性疫情后，邱海波作为国务院联防联控机制综合组上海工作组医疗救治专家支援上海抗疫工作。

## 社会兼职
先后担任中华医学会重症医学分会第三届主任委员、江苏省医学会重症医学分会首任主任委员；担任《中华重症医学电子杂志》总编辑、《中华急诊医学杂志》副主编、《中国呼吸与重症监护杂志》副主编，《重症监护年鉴》副主編，《中华医学英文版》、《中华医学杂志》、《中华内科杂志》等杂志编委，《Critical Care》、《Shock》等国外SCI期刊审稿人。同时担任科技部、教育部、江苏省科技成果和重大项目评审专家，先后荣获江苏省科技领军人才、江苏省医学领军人才、江苏省科教兴卫优秀重点人才。

## 作风
邱海波从医以来，始终在临床工作中对病人负责，北京协和医院陈德昌教授曾评价其“一切以病人为先，以病房为家，不计个人得失”。在对重症患者的治疗上也严格要求自己，严格依照流程操作，以确保治疗方案的实施万无一失。而作为教授身份的邱海波对其学生也较为严格，在指导研究生修改学术论文方面会重复修改数次。曾经有一名青年医生刚到中大医院重症医学科上班不久，由于没有及时上报患者乳酸增高的危机值，导致病情判断差点延误。其后，邱海波严厉批评了医生。

## 成就
邱海波一直对重症医学进行深入研究，积极推动中国大陆重症医学学科的建立和规范性发展，也参与编撰重症医学各类规范、指南，共20余项。此外，他还建立了呼吸功能障碍与呼吸支持关键技术规范与推广，也建立了区域性突发公共事件医疗应急团队，并辐射全国的快速反应团队；完成重症医学网络平台整体框架的构建，建立“云重症”平台，运用技术下沉到基层医院，确保让更多重症患者及时得到治疗。其培养的学生遍布中国大陆各地。

## 作品
主编书籍
| 书名                     | 出版社             | 出版年份 | ISBN               |
| ------------------------ | ------------------ | -------- | ------------------ |
| ICU主治医师手册          | 江苏科学技术出版社 | 2007年   | ISBN 9787534554742 |
| ICU监测与治疗技术        | 上海科学技术出版社 | 2009年   | ISBN 9787532396245 |
| 重症医学：规范·流程·实践 | 人民卫生出版社     | 2011年   | ISBN 9787117141840 |

## 荣誉
曾先后获得江苏省五一劳动奖章、江苏五四青年奖章、全国抗震救灾模范、全国医德标兵、全国师德先进个人、全国优秀科技工作者、卫生部有突出贡献中青年专家、中国医师奖、江苏省“白求恩式卫生工作者”、全省卫生系统抗震救灾先进个人、江苏省师德先进个人，江苏省、全国卫生系统以及中组部防治非典型肺炎先进个人等荣誉。
2017年8月17日，国家卫生计生委表彰全国卫生计生系统“白求恩奖章”，邱海波教授被授予“白求恩奖章”荣誉称号。
2020年2月，入选国家健康科普专家库第一批成员名单（重症、创伤、烧伤及整形美容）。3月5日，被国家卫生健康委、人力资源社会保障部、国家中医药管理局授予“全国卫生健康系统新冠肺炎疫情防控工作先进个人”称号。8日，江苏省人力资源和社会保障厅给予其记大功奖励。15日，中共江苏省委宣传部授予邱海波江苏“时代楷模”的荣誉称号。6月19日，获得由中国中央电视台、现代快报社主办“2019感动中国·江苏年度人物”2020特别致敬奖；30日，被中共江苏省委评为“江苏省优秀共产党员”。9月8日，在全国抗击新冠肺炎疫情表彰大会上，获得全国抗击新冠肺炎疫情先进个人及全国优秀共产党员称号。
2021年10月，获评第八届江苏省道德模范（江苏省敬业奉献模范）荣誉称号。11月7日，获得全国道德模范荣誉称号。

## 家庭
妻子：赵健，现任中大医院病案室主任助理，二人于1994年7月相识，并于同年结婚。育有一子，目前在海外一大学就读认知心理学和神经学。

## 轶事
2020年4月，网络上流传一张邱海波2月20日和3月30日的对比照片，称“抗疫专家一月白头”。对此，邱海波接受记者采访时表示，他去武汉时仅带一件外套，且外套照片颜色有变化，强调“这是曝光度问题”。邱海波还表示也不是没染发的问题，强调他从来不染发。